# Banyuls de la Marenda
Banyuls de la Marenda, ([bə'ɲulzdələmə'ɾɛndə] (oficialment en francès Banyuls-sur-Mer i antigament Banyuls del Maresme) és un poble de 4.681 habitants de la comarca del Rosselló, cap de la comuna del mateix nom, a la Catalunya del Nord. La Marenda és el nom tradicional d'aquella part de costa, que rep el nom turístic de Costa Vermella. La dita parla de l'any del banyulenc [=any de desgràcies].

## Etimologia
Com que és un nom compost, cal explicar separadament els seus dos principals elements. Joan Coromines explica que Banyuls prové de la forma Balneolis, emparentada etimològicament amb Banyoles i el mot comú bany. Aquest topònim es deu a la proximitat del poble amb els estanys que antigament hi havia en aquest indret. Marenda, perquè és en una zona on antigament abundaven els aiguamolls costaners: marenda és un terme equivalent a maresme.

## Geografia

Situació de la comuna de Banyuls de la Marenda en el Rosselló

### Localització i característiques generals del terme
És una vila turística que compta amb un terme comunal de 424.300 hectàrees d'extensió, situada a la Costa Vermella. Tradicionalment ha estat un poble agrícola (cal destacar la viticultura, s'hi fa una mena de vi dolç moscat específic, dit Banyuls) i mariner, actualment el turisme ha substituït la pesca. Sembla que fins temps relativament recents el contraban va tenir un pes important a l'economia de Banyuls.
Fins al 1888 fou el terme comunal de l'extrem sud-est de l'estat francès; des d'aquella època ho és el nou terme de Cervera de la Marenda, segregat aquell any del de Banyuls de la Marenda.
Aquest terme comunal està constituït per una sèrie de valls de torrents que baixen de l'extrem oriental i nord-oriental de la Serra de l'Albera cap a la mar Mediterrània a través de la Ribera de Vallàuria, amb tots els seus afluents, que desemboca en la mar en el mateix poble de Banyuls de la Marenda, .
Encerclen aquest conjunt de valls un conjunt de muntanyes que van des dels 0 m al nivell del Mediterrani fins als 980 m a la Serra de l'Albera, a l'extrem occidental del terme, en el punt on es troben les comunes de Banyuls de la Marenda i d'Argelers amb el municipi alt-empordanès de Rabós, en el vessant sud del Pic de Sallfort a i a l'est del Serrat de Castell Serradillo. Des d'aquest punt, tot el límit sud-occidental del terme banyulenc discorre per la carena axial de la Serra de l'Albera: Coll de les Eres, a 535,1 m alt, Pic de l'Estella, de 693, Coll d'en Barret, a 478,7, Puig de Barret, de 488,6, Coll del Pastor Mort i Coll de Banyuls, a 356, Coll dels Sabencs, a 378,2, Coll del Llop, a 519,2, Puig de la Calma, de 717, Puig del Torn, de 663,9, Coll del Torn, a 641,3, Puig d'en Jordà, de 754,2, Puig de les Barbes del Boc, de 729, Puig de Taravaus, de 699,4, Coll de Rumpissar, a 682,3, i el Castell de Querroig, a 670, on es troben les comunes rosselloneses de Banyuls de la Marenda i de Cervera de la Marenda amb el municipi alt-empordanès de Portbou.
El límit sud-est del terme, termenal amb Cervera de la Marenda, davalla cap al nord, i després cap al nord-est, per una carena o contrafort septentrional de la Serra de l'Albera que s'adreça al Coll de les Portes, a 483,9 m alt, on hi ha el dolmen que duu aquest nom, al Coll del Llipoter, a 483,9, el Coll de Cervera, a 411,5, i el Puig Joan, de 454,7, on el termenal gira cap al sud-est, el Coll del Pinyer, a 384,2 fins que arriba a nivell de mar a la Platja de Perafita, a nivell de mar, on comença cap al nord el termenal de llevant del terme, que és la costa mateixa fins al sud del Cap d'Ullastrell, als Remolins d'en Pistolina.
El termenal nord de Banyuls de la Marenda arrenca del lloc acabat d'esmentar, a nivell de mar, per a enfilar-se cap a ponent fins al Puig de les Elmes, de 124,9 m alt, que és el punt més septentrional del terme. Tot seguit, continua cap al sud-oest fins al Coll de Pere Carnera, on actualment hi ha un giratori de la carretera D914, a 75,8, i, sempre cap al sud-oest, arriba al Puig de les Redoleres, de 129,3, on el termenal gira cap al nord-oest per tal de fer la volta pel nord al Mas Ventós. Tot seguit continua cap al sud-oest per una línia arbitrària molt trencada fins al Puig Girau, de 282,1 m alt, i al Coll de Llagastera, a 255,4, on arriba al final de la zona més plana d'aquest termenal. Tot seguit puja al Puig dels Gascons, de 356,9, on el termenal gira quasi 90° cap al nord-oest i s'adreça al Coll dels Gascons, a 385,5, travessant les restes de la Bateria Nord dels Gascons, a 397,1. Girant cada cop més cap al nord, arriba a la Bateria 500, a 497,5, i, altre cop cap al nord-oest s'adreça directe al Pic de Tallaferro, o de Madaloc, de 642 m alt, on es troben els termes comunals de Banyuls de la Marenda, Cotlliure i Portvendres.
El límit occidental del terme, de primer termenal amb Cotlliure, discorre de nord a sud des del Pic de Tallaferro, acabat d'esmentar, on hi ha el Balcó de Madaloc; passa pel Coll de Formigó, a 489,2 m alt, i arriba al Coll de Vallàuria, a 416,6, on troba el triterme entre Cotlliure, Banyuls de la Marenda i Argelers. Ja marcant el límit entre els dos darrers termes, el termenal s'adreça al sud-oest, seguint la carena d'aquest contrafort nord-est de la Serra de l'Albera, passa pel Serrat de Castell Serradillo, al voltant de 750 m alt, i arriba al vessant meridional del Pic de Sallfort, punt més enlairat del terme de Banyuls de la Marenda, a 978 m alt.
El terme, molt abrupte, ha sofert greus incendis forestals cada cinc o deu anys (1972, 1978, 1984...). És per això que el terme sencer està molt mancat de vegetació, llevat del Bosc comunal de Banyuls, o d'en Jordà, de gran valor natural per les seves rouredes.
Termes municipals limítrofs:
| Argelers | Cotlliure / Portvendres |                       |
| Espolla  |                         | La mar Mediterrània   |
| Rabós    | Colera / Portbou        | Cervera de la Marenda |

### El poble

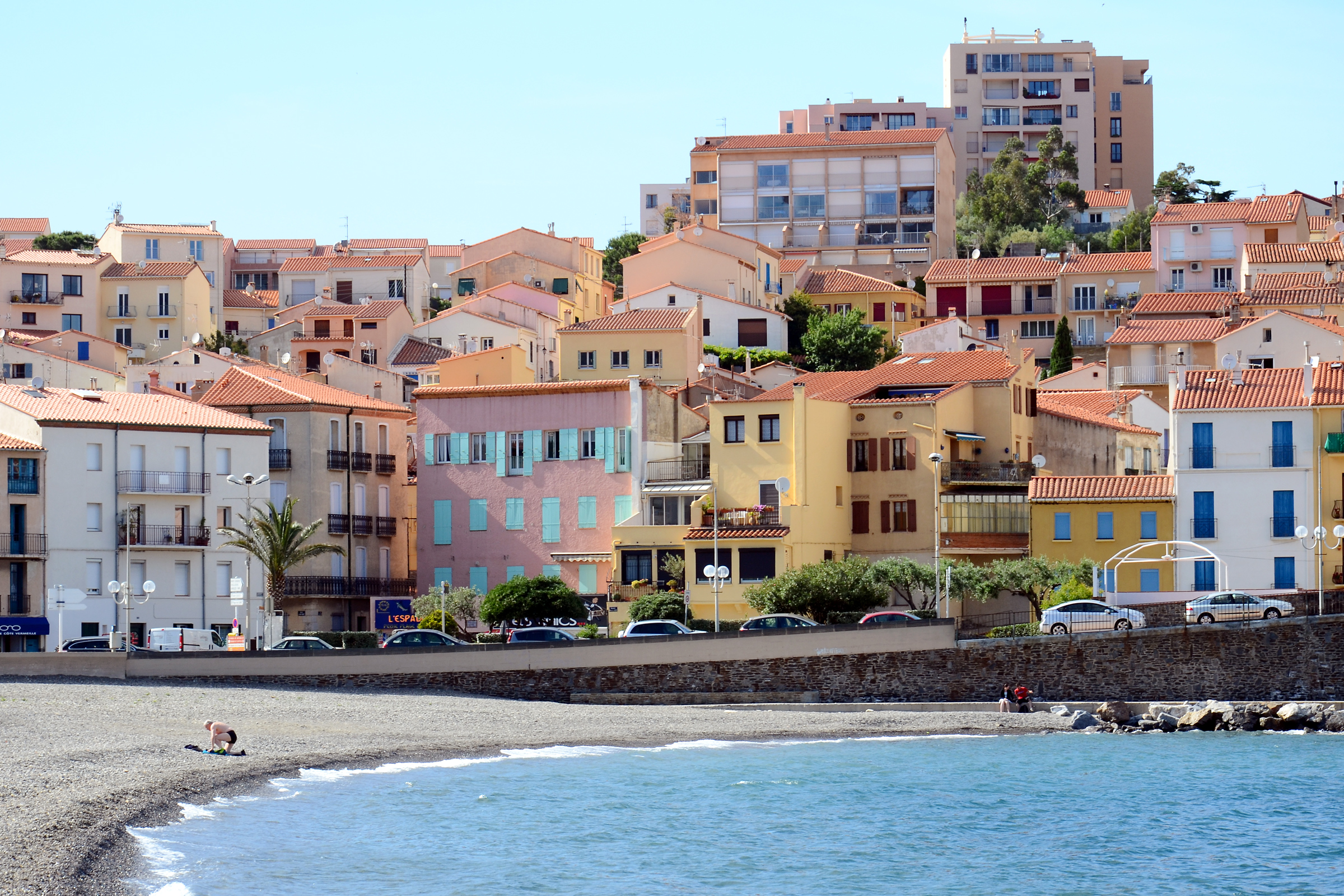
Detall del sector més antic del poble

Banyuls de la Marenda nasqué com un poble sense nucli agrupat, fora de la seva església parroquial de Sant Joan Evangelista, també anomenada Sant Joan d'Amunt, en el petit nucli actualment denominat la Rectoria. Se situa al sud-oest del centre del poble actual, al capdavall de la vall de la Ribera de Vallàuria, a l'esquerra d'aquest curs d'aigua.
El poble actual s'organitzà a partir del vell Port de la Ferreria, o de Banyuls, al nord-oest de la Rectoria i de la desembocadura de la Ribera de Vallàuria. Al seu voltant es va anar formant el poble, a partir dels barris primigenis de les Casetes, Matifoc, o el Camp de Mart, la Passejada, el Pla de Banyuls, la Rectoria, o Sant Joan d'Amunt, antigament la Ribera, Sant Joan, o Sant Joan de la Bassa i el Voramar. Més endavant una segona fase de creixement es feu amb els barris de la Bassa, Cap d'Ona, els Culers, el Coll d'en Quirc, les Elmes, l'Era d'en Batlles, el Forn Teuler, les Penyes Blanques i el Puig del Mas. En el barri de Sant Joan de la Bassa es trobava la vella església parroquial de Santa Maria, desapareguda vers 1950, que fou substituïda per la nova església de Santa Maria. En el mateix barri hi ha també la capella de Sant Joan de la Bassa, actualment convertida en un habitatge particular.
A les zones modernes del poble es troben alguns dels edificis destacats de la vida econòmica, social i cultural del poble. Així, a l'oest hi ha la Cava Cooperativa dels Vinyaters de Banyuls, el Cementiri Nou, molt a prop del vell, i la Gara; al sud-est del nucli urbà es troba l'Aquàrium i el Laboratori Aragó; al nord, el Sanà, Centre Heliomarí de Protecció Infantil. També hi ha en els entorns el Càmping de la Pineda i el del Stade.
El nucli vell de Banyuls de la Marenda ha crescut, encara, a través de les urbanitzacions, com Miramar, el Pardal, la Roda, la Solana i d'altres.

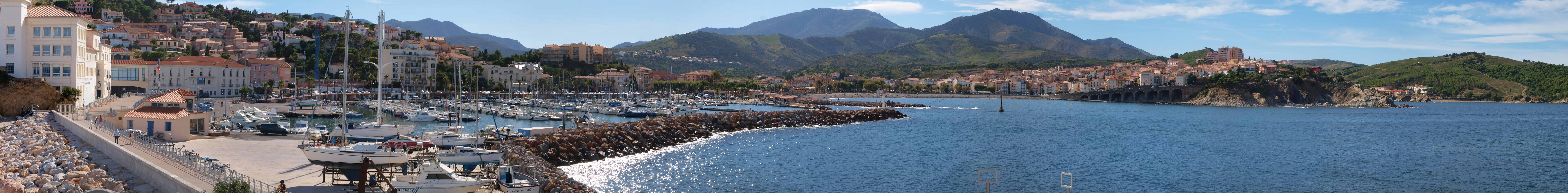
Vista panoràmica de Banyuls de la Marenda

### El Puig del Mas
El veïnat del Puig del Mas és a prop al sud del barri de la Rectoria, a la dreta de la Ribera de Vallàuria, al sud-est del poble de Banyuls de la Marenda. És l'origen del poble de Banyuls de la Marenda: en aquest lloc hi havia la mota defensiva del port de Banyuls, que fins al segle xiii exercia de centre neuràlgic del poble. Fou a partir d'aquesta data que es començà a desenvolupar el poble ran de mar.

### La Vila d'Amunt
El veïnat de la Vila d'Amunt, citat el 1246 com a Vilar Superioris, és aigües amunt de la Ribera de Vallàuria, a la dreta del curs d'aigua, al sud del barri de la Rectoria. Conté les restes de l'església de Sant Joan d'Amunt.

### Mas Atxer
L'antic Mas Atxer ha estat un dels pols de creixement de població de Banyuls de la Marenda; ha esdevingut un modern veïnat, a l'estil de les modernes urbanitzacions tan habituals al Rosselló. Està situat a la dreta del Rec de les Abelles, a migdia de la Vila d'Amunt, al sud-oest del poble banyulenc.

### Vallàuria
Al nord-oest de la Vila d'Amunt aigües amunt de la Ribera de Vallàuria hi ha l'antic lloc de Vallàuria, actualment reduït a una sola masia, d'aquest nom. Havia tingut l'església de Santa Maria de Vallàuria, de la qual no semblen restar vestigis aparents.

### Les Abelles

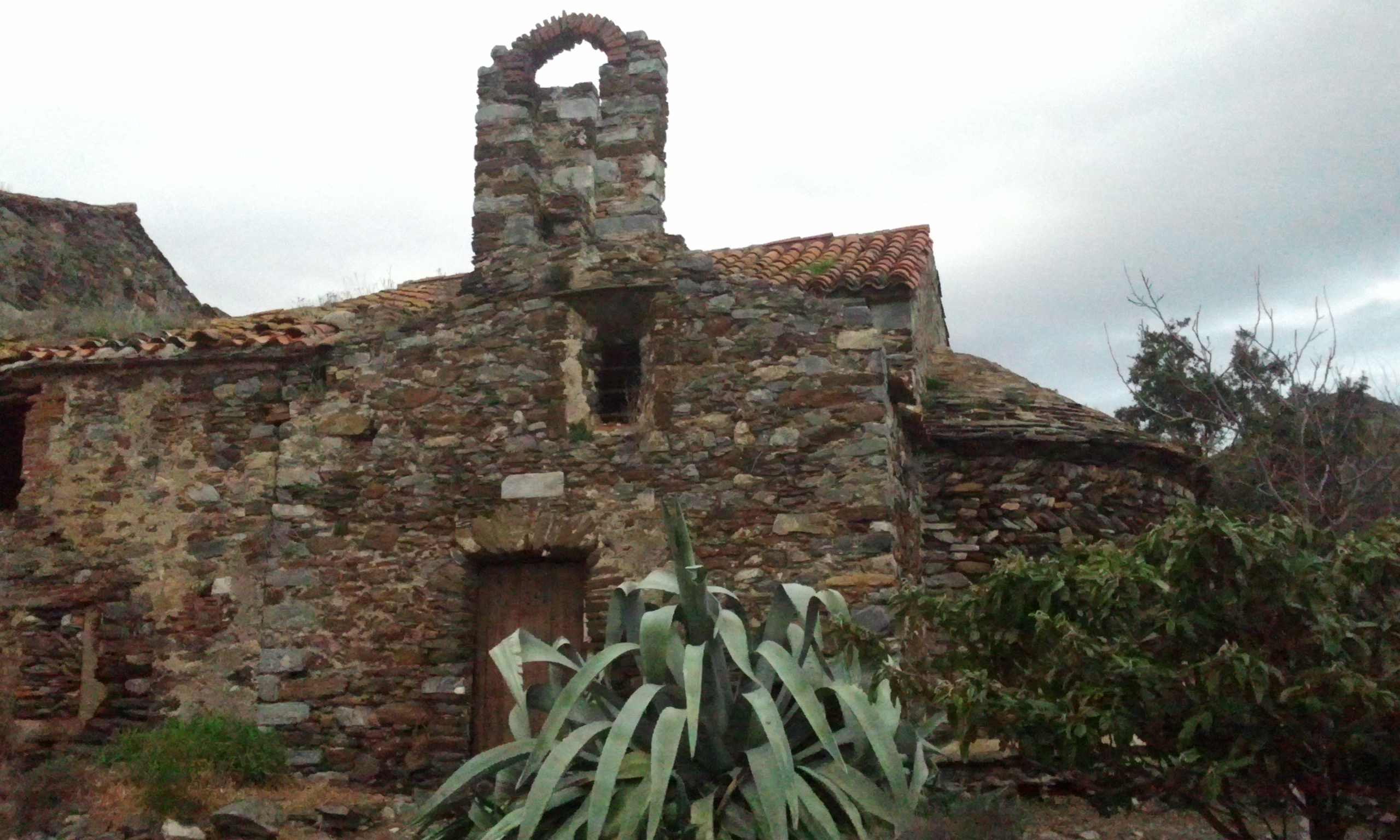
Les Abelles, Santa Maria

L'antic lloc de les Abelles, citat des del segle xiii, reduït avui dia a poc més d'un mas i l'església de Santa Maria de les Abelles convertida en corral, és encaixat en una vall estreta entre les muntanyes.

### La Saleta
La Mare de Déu de la Saleta és un santuari situat a l'oest-sud-oest de Banyuls de la Marenda, a poc més d'un quilòmetre i mig en línia recta del poble, a la zona del Pardal, a prop i al nord-est del Coll d'Ullastre. S'hi accedeix, però, des del costat de ponent, des de la carretera D-86.

### Perafita
El petit veïnat de Perafita, compartit amb Cervera de la Marenda, se situa al límit d'aquests dos termes. Les cases situades al nord del Rec de la Torrassa pertanyen a Banyuls de la Marenda.

### Fortificacions
Encara que molt menys que Cotlliure i Portvendres, l'abrupta geografia de Banyuls de la Marenda fou objecte, al llarg de tota la història, de l'edificació d'obres militars defensives, la major part encara visibles avui dia.
D'una banda, es troben les d'origen medieval (alguna de les quals pot tenir fins i tot origen romà), esmentades a l'apartat següent, dedicat als castells i a les torres banyulenques. De l'altra, hi ha les edificacions d'època moderna i contemporània, com les descrites a continuació:
La Bateria Nord dels Gascons és molt a prop a migdia del Coll dels Gascons. Queda al sud-est de la Bateria dels 500, que és en terme de Portvendres, i al nord-oest de la Bateria Sud dels Gascons. Actualment només queden vestigis dels emplaçaments de l'artilleria que donà nom, bateria, al lloc.
La Bateria Sud dels Gascons és a migdia del Coll dels Gascons. Queda al sud-est de la Bateria Nord dels Gascons, al sud-oest del Puig dels Gascons. Actualment només queden vestigis dels emplaçaments de l'artilleria que donà nom, bateria, al lloc.
En el terme banyulenc hi ha constància de, almenys, dos castells desapareguts, o dels quals queden restes molt escadusseres. Es tracta del Castell Serradillo i del Castell de Vall Auger.
A Banyuls de la Marenda es troben diverses torres, de diferents èpoques: la Torre de Troc Pinell, la Torre de Tallalauca, la Torre de Castell Serradillo, la Torre d'en Reig, la Torre d'en Sagols, al Puig del Mas, i la Torre de Querroig, l'única parcialment conservada. A més hi ha una torre contra incendis enlairada a prop del Coll de Cervera. A l'antic Puig d'Espills, denominat Puig de les Forques actualment, almenys des del vessant empordanès, es troben les restes d'una construcció i al Puig Sec, a ponent del terme, hi ha les restes d'una fortificació medieval, damunt de la qual se'n bastí una altra en època moderna.

### L'Observatori OceanològicLaboratori Aragó

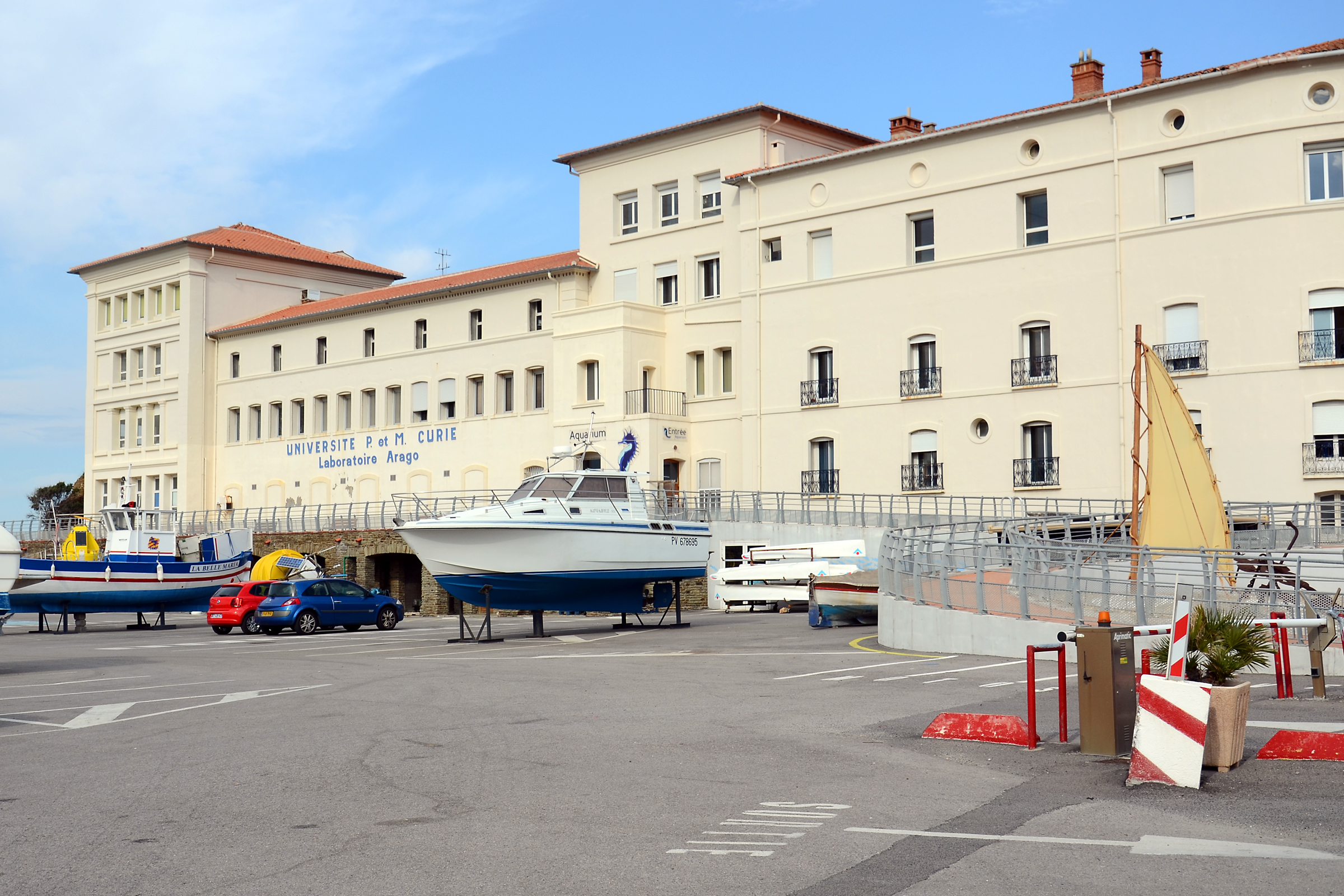
El Laboratori Aragó, Observatori Oceanològic

El Laboratori Aragó fou fundat el 1882 per Henri de Lacaze Duthiers com a centre de biologia marina lligat a la Sorbona de París, i ben aviat assolí un prestigi mundial en la comunitat científica de la matèria, que encara manté. En l'actualitat depèn de la Facultat de Ciències de la Universitat Pierre-et-Marie-Curie (UPMC), i del prestigiós Centre National de Recherche Scientifique. El successor del fundador, Georges Pruvot, va estendre la recerca a tota la costa catalana i de les Balears i Pitiüses, i el 1952 Octave Duboscq n'amplià les instal·lacions, a més de modernitzar-lo i renovar-lo. A partir del 1957 va iniciar la recerca en l'àmbit de l'ecologia terrestre, amb unes noves instal·lacions al Mas de la Serra. Més tard, encara, es constituí la Reserva Natural Marina de Cervera - Banyuls, així com va estendre al Bosc de la Maçana, de 9 ha, les seves activitats referides a l'estudi de la natura en terra ferma. A aquestes activitats va estar lligada la personalitat científica del doctor F. Petit.
Està situat a la part oriental del nucli principal del poble de Banyuls de la Marenda, a ran del Port Nàutic, al costat sud de la Capitaneria Marítima i també al sud del que fou l'Illa Grossa, ara unida a terra ferma mitjançant un istme per tal de tancar per l'est el Port Nàutic.
En l'actualitat hi treballen més de 60 persones, i acull entre 400 i 500 estudiosos procedents d'universitats europees i americanes. A partir dels anys 50 publica les revistes «Vie et Milieu» i «Faune des Pyrénées-Orientales». A més de posseir la segona biblioteca en ciències naturals de l'estat francès, té un Aquàrium obert al públic amb tota mena de mostres de la fauna marina i de la flora local.

### La Reserva Natural Marina de Cervera - Banyuls
Creada a darreries dels anys 1950 pel Laboratori Aragó, la Reserva Natural Marina de Cervera - Banyuls s'estén entre l'Illa Grossa i el Cap de Perafita, en una amplada de 3 km mar endins, a més de crear dues zones protegides especials, per a frenar l'avenç de les urbanitzacions, entre el Cap de la Vella i el Cap de Rederís, i la zona del Cap d'Ullastrell, al límit de Banyuls de la Marenda amb Portvendres.

### Els masos del terme
De masos i construccions aïllades, n'hi ha uns quants, a Banyuls de la Marenda, tot i que alguns estan abandonats o en ruïnes. Així, entre els que estan dempeus hi ha Can Rafelet, Can Trullet, o Mas de la Genilla, Castell Bear, el Corral del Serís, el Corral de les Abelles, el Corral d'en Batlle, el Corral Nou, el Cortal de l'Orilla, Mas Armanyac, Mas Atxer, Mas Calilla, Mas de la Roma, Mas de les Abelles (o, senzillament, les Abelles), Mas dels Terralls, Mas d'en Corneta, Mas d'en Reig, o de la Serra, Mas d'Espia, Mas de Vallàuria (o, senzillament, Vallàuria), Mas de Vall Pompó, Mas Guillaumes, Mas Perer, Mas Perotet, abans Mas Mallol, Mas Ramonet, Mas Ventós, Mas Xatart i el Molí Perer (ara, mas), la Tomba d'en Maillol (museu i monument) i la Torre d'en Pagès. Entre els abandonats, en ruïnes o desapareguts hi ha Can Reda, Can Xicot, el Casot, Cavalleria, el Corral de la Pouada, el Corral de Taravaus, el Corral de Barlanda, el Cortal Rovira, la Fabrega, Mas de Pinell, Montserrat, Ribera, Sagols de la Roma, la Tina d'en Reig, les Tines de Llagostera, Valls de la Roma i la Torre o Mas d'en Batlle. A part, cal considerar les construccions religioses aïllades, com l'Àngel de la Guarda, al nord-oest del terme, a peu de carretera just abans de sortir del terme cap a Portvendres, la capella de la Santa Maria de les Abelles, l'Oratori, al Cap de Rederís, la Saleta, o capella de la Mare de Déu de la Saleta, a prop i a ponent del poble, Santa Maria de Vallàuria, església desapareguda que hi havia al Mas de Vallàuria, a ponent del terme, l'Oratori de Sant Miquel, també a prop a ponent del poble. A la zona oest, al nord-oest de la Vila d'Amunt, es troba el Pont del Bolet.

### Els dòlmens del terme
En el terme de Banyuls de la Marenda hi ha diversos monuments megalítics: Dolmen del Coll de la Farella, Dolmen del Coll de les Portes, el Dolmen del Coll del Brau, el denominat Cova de l'Alarb, Dolmen de Gratallops, a més del Menhir de Perafita.

### Orografia
Com els altres termes de la Costa Vermella, el de Banyuls de la Marenda és molt abrupte i accidentat. Va des dels 0 metres a nivell del mar, fins als 981 del Puig de Castell Serradillo, al termenal amb Argelers de la Marenda i Portvendres. El terme consta bàsicament de la vall de la Ribera de Vallàuria, molt ampla a la capçalera, amb totes les petites valls que hi aflueixen. A part, a l'extrem oriental hi ha la vall de Perafita, i al nord, les del Rec de les Redoleres, més a prop de Banyuls de la Marenda, i de la petita vall del Sanà, més a prop del termenal amb Portvendres.
La toponímia de Banyuls de la Marenda ens informa d'un bon nombre d'accidents geogràfics (excloent els de costa, que consten en un altre apartat, com ara obagues, aquí anomenats bac: Bac de Barlanda, de la Font Rovillada, de la Font Rovillada d'en Julià, de la Jaça, de les Conilleres, de les Elmes, de les Escomes, de les Rodoleres, del Falguerar, de l'Hort del Ramonet, del Puig del Grec, del Roure, dels Monjos, del Troc, d'en Jordà, abans del Puig d'en Jordà, de Taula Rodona, de Vall Pompó i de Verners; boscs, com el Bosc de Banyuls, o Comunal de Banyuls, el Bosc d'en Jordà, el Bosc Negre i Castell Serradillo, o Bosc de Castell Serradillo; clots, com el Clot de la Martina, el de l'Auró, el de l'Olla, el del Roure i el de Mata Pollosa; colls, com la Collada Gran a 427,6 metres, el Coll de Banyuls, el de Barlanda, el d'en Barret, el de Cervera, el de Formigó, el de Gran Bau, o de Serís, el de la Coma del Mas, el de la Creu, el de l'Alzina, el de la Martina, el de la Perdiu, el del Bast, el de les Eres, el de les Portes, també anomenat de Barlanda, un altre també anomenat de les Portes, el de les Vinyes, el de Llagostera, el de Llipoter, el del Llop, el del Pinyer, el dels Degolladors, el dels Empedrats, el dels Gascons, el dels Lladres, el dels Sabencs, el del Suro, el del Teixó, el del Torn, el de l'Ullastre, el de Pere Carnera, el de Querroig, el de Rumpissar, el de Taravaus, el de Vallàuria, el de Vallmalenya i la Portella de la Calma; comes, com la Coma de Barret, la de l'Arbre, la del Mas, la del Roure, la del Suro, la d'en Perot, la Coma Pascola i la Coma Prunet; costes, com la del Molí i la del Puig Sec; coves, com la Cova de la Pouada, la dels Sabencs i la del Torratxó; penyes i roques, com la Penya de la Miranda, la Penya de la Rovira, la Penya del Fitó, el Roc de la Calcinada i el Roc Formigó; puigs i altres elevacions, com el Pic de l'Estella, el Puig de Barret, el de Castell Serradillo, el de la Calma, el de la Martina, el de la Roma, el del Coll del Llop, el de les Barbes del Boc, el de les Cabanasses, el de les Elmes, el de les Eres, el de les Forques, el de les Redoleres, el del Grec, el dels Escalons, el dels Gascons, el del Torn, el de l'Ullastre, el d'en Jordà, el de Rabús, el de Taravaus, el Puig Espill, o d'Espill, o Puig Espelles, o Puig de les Abelles, el Puig Girau, el Puig Joan i el Puig Sec; plans, com el Pla de, o d'en, Banyuls, el de l'Amorós, el de la Rectoria, el de la Vaca, el de les Eres, el de l'Illa, el del Pesot, el del Socarrallar, el del Vaquer, el d'en Jonquer, el Pla de Ras i el Pla Llarg; rasos, com el Ras de la Perdiu i els Rasos de l'Home Mort; serres i serrats, com la Serra, la Serra de Cervera, la de la Martina, la de les Esquelles, la del Pla Llarg, la dels Esglaons, la de Can Rede, el Serrat de Castell Serradillo, el de Comà, el de Guillemot, el de la Cort del Porc, el de la Rovira, el del Coll del Tom, el del Fitó, el de l'Home Mort, el del Mig, el del Pou, el de l'Ullastre i el de Verners; solanes, com el Solà de Barlanda, el de Coma Pascola, el de Golgodriu, el de la Boguera, el de la Dona Morta, el de la Murtra, el de la Perdiu, el de la Rovira, el de la Termenera, el de les Conilleres, el de les Elmes, el de les Escomes, el de les Neus, el de les Rodoleres, el del Falguerar, el de l'Illa, el de l'Orilla, el del Puig del Grec, el dels Monjos, el del Troc, el de l'Ullastre, el d'en Covartet, el de Vall Pompó i la Solana, i valls, com Vall Auger, Vallàuria, la Vall de les Abelles, Vall Pompó i les Valls de la Roma.

### Hidrografia

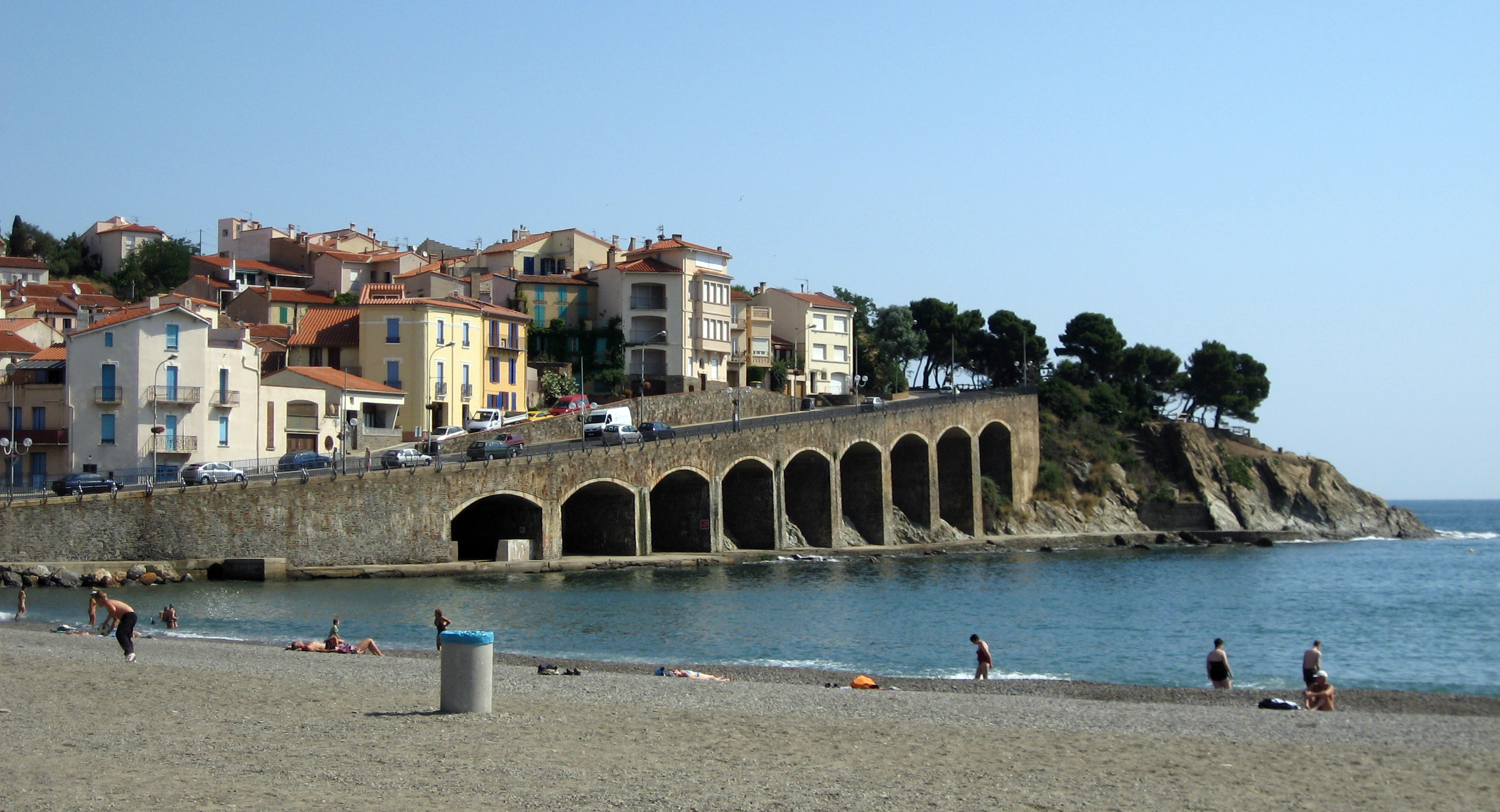
Vista parcial del sector nord de la façana marina de Banyuls

Més de tres quartes parts del terme comunal de Banyuls de la Marenda s'articulen entorn del mateix curs d'aigua: la Vallàuria, o Ribera de Vallàuria, que inclou la major part dels cursos d'aigua menors del terme banyulenc. La Ribera de Vallàuria es forma a l'interior del terme, al sector nord-oest del terme i al nord-oest, també, del Mas de Vallàuria, a prop i al sud-est de la Font de Vallàuria, dessota i a migdia del Coll de Vallàuria, on s'ajunten diversos torrents, com el Rec del Pla del Pesot i el Rec del Roc de la Calcinada. Un cop ja denominat Ribera de Vallàuria, va rebent d'altres afluents, com el Rec del Coll dels Lladres, el Rec de l'Amaula, el Rec de la Font Rovillada, el de la Coma del Suro, el Rec de Comvernils (que duu ja ajuntats a ell els recs de Canelles, del Puig dels Gascons i del Coll dels Gascons), el Rec de les Abelles (que ha absorbit ja els recs de Malaterra, de la Mata d'en Cabrit, de Puixinopola, del Colomer, de Puig Sec, del Bosc Negre, de la Font del Bosc, de la Font Fresca (n'hi ha dos), de Carpilà, del Corral d'en Batlle, del Ramonell, del Camp del Bac, de la Coma de l'Arbre, del Camp de l'Era, el de l'Argelaga i del Solà de l'Illa) i el Rec dels Vinyers (amb l'afluència dels recs de Pic de l'Estella, d'en Perot, d'en Barret, d'en Patllari, del Solà de la Perdiu, del Coll de Banyuls, de Gaient, de la Coma del Roure, del Solà del Puig del Grec, del Coll dels Sabencs, de les Vinyes, del Rodonet, del Camp d'en Guillaumes, del Llop, del Puig de la Calma, la Requetada de Pouada, el Rec de l'Home Mort, el de Pouada, el de la Martina, el del Puig de la Martina, el del Coll de la Martina, el del Clot de Mata Pollosa, el del Clot del Roure i el de la Figuera), el de Girau, el de la Coma del Mas (amb els del Coll de la Coma del Mas, de Can Xicot i del Mas Perotet incorporats), el de Can Mallol, el del Coll de la Coma del Mas, el del Llaner, el de la Roma (que aporta els recs del Coll del Torn, de la Font de la Jaça, del Teixó, d'en Jordà, de Verners, de Taravaus, de la Cort del Porc, del Conill, de la Cabanassa, el de les Aigües Roges, el del Clot de la Martina, el del Solà del Troc, el dels Terralls, el de la Taula Rodona, el del Fitó, el del Coll de Rumpissar, el de Querroig, el dels Monjos, el de la Font de Can Xatart, abans Rec de Matacal, el de Vallmalenya, el del Solà de les Conilleres, 33, el Rec de Rouret, el de l'Arbre Blanc, el de les Escomes, el de l'Honorat, el del Pujol, el de Pujau, el de Can Magí, el del Botó, el de la Figuerassa, el del Mas Guillaumes, el del Trull, el de Vall Auger, el del Corral de Barlanda, el del Coll de Cervera, el de Gratallops, el de Barlanda, el del Coll del Bast, el de la Mallola, o de la Mallola de Dalt, el de l'Agudí, el de la Pascola, el de Vall Pompó (amb els de l'Alzina, o de Penyes Blanques, i el del Coll de les Vinyes), el del Serrís (amb els de Botí, el del Franc de l'Alzina, abans del Franc de l'Alzineta, i el dels Capellans), i els de Matifoc i dels Culers.
A l'extrem nord del terme es troben el Rec de les Rodoleres, amb els de la Coma Pascola, de Coma Prunet i del Solà de les Rodoleres), que s'aboca en el mar al nord del poble de Banyuls de la Marenda, i d'altres que també aflueixen directament al mar: el Rec dels Flares, els Recs del Solà de les Elmes i el Rec del Rufi.
A la zona oriental hi ha també alguns que van a parar directament al mar: el Rec de la Teuleria, el de Pinell i el del Troc, que s'ajunten just abans d'abocar-se a la Mediterrània, el de, o d'en, Milan, el de Tallalauca i el de les Esperades.
Finalment, a l'extrem sud-oriental hi ha la petita vall del Rec de Gallines, que rep els recs dels Solls, de l'Ovella Morta, de la Creu, de la Torrassa i de la Cova del Llop. Al Cap de Rederís es troba el Rec de Golgodriu.
El terme de Banyuls de la Marenda és ric en fonts. Així, s'hi troben la Font captada del Serís, la Font captada de Vallàuria, la Font de Can Xatart, la de la Calma, la de la Collada Gran, la de la Creu, la de la Jaça, la de la Pouada, la de la Torre d'en Batlle, la de la Torre d'en Pagès, la del Bac de Barlanda, la del Bac de Vall Pompó, la del Banà, la de l'Esquerda, la del Franc, la del Mas d'en Corneta, la del Mas Guillaumes, la del Rec de l'Arbre Blanc, la del Rec de Tallalauca, la de Serrís, la de Nostra Senyora, la de Sant Andreu, dues anomenades Font Fresca, la Font Rovillada i la Font Rovillada d'en Julià.

### La costa
De la mateixa manera que les dels termes veïns de Cotlliure, Portvendres i Cervera de la Marenda, la costa de Banyuls de la Marenda és molt trencada i abrupta. De nord-oest a sud-est, els topònims costaners, o talassònims, del terme banyulenc són els següents: els Remolinats d'en Pistolina (compartits amb Portvendres) (senyal mariner), Terra Negra (senyal mariner), Illes dels Sords (escull), Rec del Rufi (senyal mariner), Cap Castell de Vellut, Castell de Vellut (escull), Mas Blanc, Racó d'en Pere Nu (senyal mariner), Platja del Sanatori, Punta del Mig, o Cap de les Elmes, Platja de les Elmes, la Platgeta, la Cova d'en Matapà, la Palanca (els dos darrers, senyals mariners), la Cova (els tres darrers, senyals mariners), la Punta de l'Andreu, el Racó Llarg (senyal mariner), la Punta dels Guills, Cap d'Ona, el Passallís, la Platja de Banyuls, la Punta de la Bassa, la Penya dels Burros (escull), l'Illa Petita, l'Illa Grossa, la Punta de la Ginestera, l'Escull d'en Jan Tomàs (escull), la Platja de la Ginestera, la Cadira (senyal mariner), Cala Boja, la Punta de l'Escopinyaire, la Platja del Troc, el Vol de les Salpes (senyal mariner), la Punta de Garbí, la Seca del Troc (escull), el Cap del Troc, l'Escull del Troc (escull), Trenca Timons (escull), la Cova del Troc, els Remolinats d'en Mineta, la Cova de les Guilles (els tres darrers, senyals mariners), Castellossos, el Rec de Milan (senyal mariner), Aigües Dolces (senyal mariner), el Racó de les Sèpies (senyal mariner), el Burro, l'Escull del Cap de la Vella (els dos darrers, esculls), l'Estància, l'Escull Gros (els dos darrers, esculls), el Cap de la Vella, la Platja de Tallalauca, les Tinyes (esculls), la Platja Tancada, la Trona (escull), el Cavall Bernat (escull), el Cap de Rederís, la Bassa o les Seques de Rederís, els Esculls de Rederís (els dos darrers, esculls), la Cova dels Corbs (senyal mariner), el Solà de Golgodriu, l'Ansa de Golgodriu, la Punta d'en Cames, el Solà de la Boguera i la Platja de Perafita, termenal amb Cervera de la Marenda.

### El terme comunal
Les principals partides o indrets concrets del terme banyulenc són les següents: les Abelles, l'Agudí, Aigües Roges, les Alzines, l'Àngel de la Guarda, l'Arbre Blanc, l'Argelaga, Armanyac, Armen, l'Arnaula, el Balcó de Madaloc, el Botó, les Cabanasses, els Cabanills, Cadamunt, Caderners, Camp del Bac, Camp de l'Era, Camp d'en Guillaume, Campet de la Roma (nom antic, en desús), Canelles, Can Joanet Ferrer, Can Magí, Can Mallol, Can Perotet, Can Quintà, Can Rafelet, Can Reda, Can Reig, Can Sagols, Can Trullet, Can Xatart, Can Xicot (tots aquests, referits a les terres dels entorns de les cases), els Capellans, Carpilà, la Castanyeda, els Castanyers d'en Guillemot, el Castell, Castell Serradillo, o Bosc de Castell Serradillo, Castrills, la Chaudière, Comvernils, el Corral de la Coma, el Cortal d'en Reig, abans, els Corrals d'en Reig, la Creu, la Cubassa, els Culers, els Degolladors, les Escomes, les Esperades, el Fitó, Font d'en Guillemot, Font de l'Esquerda, el Franc, el Franc de Baix, Gaient, Gallines, el Girau, Golgodriu, abans les Vinyes de Golgodriu, Gratallops, els Grills, el Guiller, l'Honorat, l'Hort del Ramonet, la Jaça, la Llagostera, el Llaner, Malaterra, la Mallola, la Mallola de Dalt, Malloles de la Serra, Martal, la Martina, Mas Atxer, Mas Blanc, Mas Perer, el Mas Ventós, Mata d'en Cabrit, Matifoc, el Molí, Ovella Morta, la Pascola, el Passallís, Pic de l'Estella, el Pinell, la Pouada, Puixinopola, Pujau, Pujol, Ramonell, Rec de l'Alzina, el Riberal, Ribes del Castell, Rodonet, la Roma, Rouret, Sagols de la Roma (nom antic, en desús), Sallfort, el Serrís, abans Bac dels Capellans, el Serrís de Baix, els Solls, Tallalauca, Taula Rodona, els Terralls, la Teuleria, la Torrassa, Troc Pinell, la Vila d'Amunt, els Vinyers, les Vinyes i la Xatarda.

#### El Cadastre napoleònic
En el Cadastre napoleònic del 1812, Banyuls de la Marenda apareix dividit en tres seccions: de les Abelles, de Voramar, del Puig del Mas, de Perafita i del Coll del Torn. La que havia estat la secció segona, Cosprons, va ser segregat de Banyuls de la Marenda i agregat a Portvendres. La secció de les Abelles, que ocupa el sector oest del terme, el més muntanyós, conté les partides del Bosc de Castell Serradillo, el Bosc Negre, la Coma d'en Perot, el Pic d'Estella, la Coma d'en Barret, el Coll de Banyuls, el Solà d'en Covartet, amb la Casa dels Vinyers, el Bac de Barret, el Solà dels Vinyers, el Bac de l'Hort del Ramonet, el Bac de Carpilà, el Bac de la Jaça, la Mata d'en Cabrit, Puixinopola, el Coll dels Lladres, Vallàuria, el Bac de la Font Rovillada, el Bac de la Font Rovillada d'en Julià, la Costa de Puig Sec, Comvernils, Canelles, l'Arnaula, el Solà de la Murtra, la Coma del Suro, el Solà de l'Illa, Pla de Vaca, el Solà de la Termenera, el Bac del Puig del Grec, el Solà de l'Orilla, el Solà del Puig del Grec, el Solà de la Dona Morta, la Coma del Roure, el Camp d'en Guillaume, el Solà de l'Ullastre, la Coma del Mas, amb la casa Baus, la casa de Raimon Maillol, la Casa de l'Era de Miquel Mallol, el Mas Mallol (ara, Mas Perotet), la casa de camp Montserrat, la casa de camp Rafelet, la Vila d'Amunt, amb el mas d'aquest nom, Can Reda, amb el mas homònim, un molí d'oli, una fàbrica, la Casa Vella i Can Reig.
La secció de Voramar, situada on el seu nom indica, estava formada per les partides del Solà de les Elmes, el Bac de les Elmes, el Solà de les Redoleres, Mas Ventós, amb el mas així anomenat, el Corrals d'en Reig, amb la Granja del Reig, el Bac de Penyes Blanques, el Serrat de l'Ullastre, amb la casa d'en Maurí, el Solà de Coma Pascola, Coma Pascola, Penyes Blanques, el Bac de les Redoleres, els Culers, el Camp de Mart, Sant Joan, la Rectoria, el Pla de la Rectoria i el Solà de Vall Pompó; en aquesta secció hi ha els tres petits nuclis que integraven el poble vell de Banyuls de la Marenda. La secció del Puig del Mas, situat al sud-est del poble, resseguint la costa cap al sud, contenia les partides de la Bassa, Pinell, amb el Mas de Pinell, Tallalauca, els Capellans, la Solana, el Serrat del Pou, el Serrat de Comà, el Batlle, amb la masia homònima i la construcció de l'Era del Batlle, la Martina, la Martina Baixa, els entorns del poble del Puig del Mas, el Camp d'en Miquel, Ramonet, amb el mas d'aquest nom, Pagès, també amb aquest mas, Cadamunt, el Serrat d'en Banyuls, l'Amorós, lo Castell, amb el Castell Ferrer (ara, Mas Guillaumes), Cap Sarral, Sagols de la Roma (tots dos amb una construcció), el Solà del Falguerar, el Bac del Falguerar, Pujol, Rauret, el Bac de les Escomes, el Solà de les Escomes, l'Arbre Blanc, Pujau, la Mallola, amb la casa de Sagols, Armanyac, el Solà de Barlanda, Bac de Barlanda, Gratallops, l'Agudí, la Pascola, Pagès de la Font, el Franc Baix, el Franc, les Malloles de la Serra, el Bac dels Monjos, el Bac dels Capellans, amb la casa de Serrís, i les Prades.
La secció de Perafita, al sud-est del terme, contenia les partides de Perafita les Vinyes, Golgodriu, Perafita, amb el veïnat d'aquest nom, l'Ovella Morta, Gallines, els Solls i la Pedra Dreta. Finalment, la secció del Coll del Torn, les partides de Girau, el Molí, amb un molí, Guiller, la Costa del Molí, el Mas Quintà, el Mas Atxer (tots dos amb els seus masos), el Clot de l'Olla, el Clot del Roure, el Bac del Roure, els Degolladors, la Roma, Carpilà la Roma, lo Llaner, el Solà de les Conilleres, el Bac de les Conilleres, Can Trullet, amb la masia d'aquest nom i la de Valls de la Roma, Fitor, el Pla Llarg, el Serrat de Fitor, el Coll de Banyuls, les Vinyes, Rodonet, el Clot de Mata Gollosa, Terrats, amb el poblet d'aquest nom, el Solà del Troc, el Bac del Troc, la Martina, el Clot de la Martina, el Puig de la Cabanassa, el Bac de Taula Rodona, el Bac de la Cabanassa, el Solà de la Rovira, el Serrat de la Rovira, el Serrat de la Cort del Porc, el Serrat de Vernés, el Serrat Guillemet, el Puig Terrau, el Bac de Vernés, el Bosc del Puig d'en Jordà, el Coll del Torn, el Serrat del Coll d'en Torn, el Bac de la Cabanassa, el Puig de la Calma, el Serrat de l'Home Mort, la Covada i el Corral del Coma.

### Fites frontereres
En el terme de Banyuls de la Marenda hi ha vuit fites frontereres: les que porten els números 590, 591, 592, 593, 594, 595, 596 i 597. La primera és al límit amb Espolla; les quatre següents, al límit amb Rabós, la 595, al límit amb Colera i les dues darreres al termenal amb Portbou. La 590 és al Pla de les Eres, en el vessant nord-oest del Pic de l'Estella; la 591 i la 592 són al Coll de Banyuls; la 593, al Coll del Torn; la 594, al Coll del Teixó; la 595, al Coll dels Empedrats; la 596, al Coll de Tarabaus i la 597, al Coll del Suro. La línia definida per aquestes set fites i les contigües (590 i 598), en els termes d'Argelers de la Marenda i Cervera de la Marenda, respectivament, marquen el límit meridional de la comuna de Banyuls de la Marenda, de la comarca del Rosselló, de la Catalunya del Nord i de l'estat francès i el nord del de Portbou, de la comarca de l'Alt Empordà i de la Catalunya estricta.

## Comunicacions

### Carreteres
Travessen el terme de Banyuls de la Marenda dues carreteres: la D - 914 (D - 900 a Perpinyà, a les Arcades - Coll dels Belitres, a Cervera de la Marenda), que té format d'autovia entre Perpinyà i Cotlliure i la D - 86 (D - 914, a Cotlliure - Banyuls de la Marenda), que és una carretera de muntanya amb un traçat molt sinuós que relliga Cotlliure amb Banyuls de la Marenda per l'interior, passant per diversos colls de muntanya, però sense travessar cap poble. Banyuls de la Marenda dista 9 quilòmetres de Cervera de la Marenda, 7 de Portvendres, 9 de Cotlliure, 16 d'Argelers de la Marenda i 37 de Perpinyà.

### Ferrocarril
Cervera de la Marenda té estació de ferrocarril, de la línia Cervera - Narbona.

### Transport col·lectiu públic
La línia 400 del servei de Le bus à 1 € fa el recorregut de Perpinyà a Cervera de la Marenda, passant per Elna, Argelers de la Marenda, Cotlliure, Portvendres, Banyuls de la Marenda i Cervera de la Marenda. Des de Cervera hi ha una hora fins a Perpinyà, 40 minuts fins a Elna, 25 minuts fins a Argelers Platja (no tots els cotxes hi passen), mitja hora fins a Argelers de la Marenda, 1 quart d'hora fins a Cotlliure, 5 minuts a Portvendres i 40 a Cervera de la Marenda. Hi ha fins a 12 serveis diaris, però ofereixen diferents variants d'itinerari: pas, o no, per Argelers Platja, final de trajecte a Portvendres, Banyuls o Cervera, etcètera. Circula de dilluns a dissabte, però el diumenge manté un servei fins a Banyuls de la Marenda, al matí a dos quarts de 9, i un de retorn cap a Perpinyà poc després de les 5 de la tarda. A Argelers enllaça amb les línies 412 i 413.

### Els camins del terme
Els camins i carreteres que enllacen Banyuls de la Marenda amb els pobles veïns són el Camí d'Espanya, el Camí de Polilles, el Camí Vell de Cervera, la Ruta de Cervera i la Ruta de Portvendres. La resta són camins interiors del terme banyulenc: el Balcó de Madaloc, el Camí de Barlanda, el de Forn Teuler, el de Gran Recorregut, el de la Coma del Mas, el de la Creu, el de la Rovira, el del Bosc de Banyuls, el del Cap de la Vella, el del Coll de Barlanda, el del Coll de la Farella, el del Coll de les Vinyes, el del Coll dels Empedrats, el de les Escomes, el de les Malloles de la Serra, el de les Rodoleres, el del Falguerar, el del Fitó, el de Gratallops, el del Guiller, el de Llagostera, el del Mas Armanyac, el del Mas Batlle, el del Mas d'en Reig, el del Mas Ventós, el del Puig del Torn, el del Serrat del Pou, el del Serrís, el de Puig Joan, el de Rouret, el de Tallalauca, el de Vallbona, el de Vallmalenya, la Pista del Coll d'en Barceló, la del Coll de Serís, la Pista DFCI del Coll de Banyuls al Coll de la Martina, la Pista DFCI del Coll de Banyuls al Coll de Vallàuria, la Ruta de la Vila d'Amunt, la Ruta del Coll de Banyuls, la Ruta del Coll d'en Barceló, la Ruta de les Abelles, la Ruta de Madaloc, la Ruta de Poada, la Ruta de Vallàuria i el Torn de Banyuls, o Camí de les Crestes. Esment a part mereix el Camí de Ferro, nom popular de la via del ferrocarril.

## Activitats econòmiques

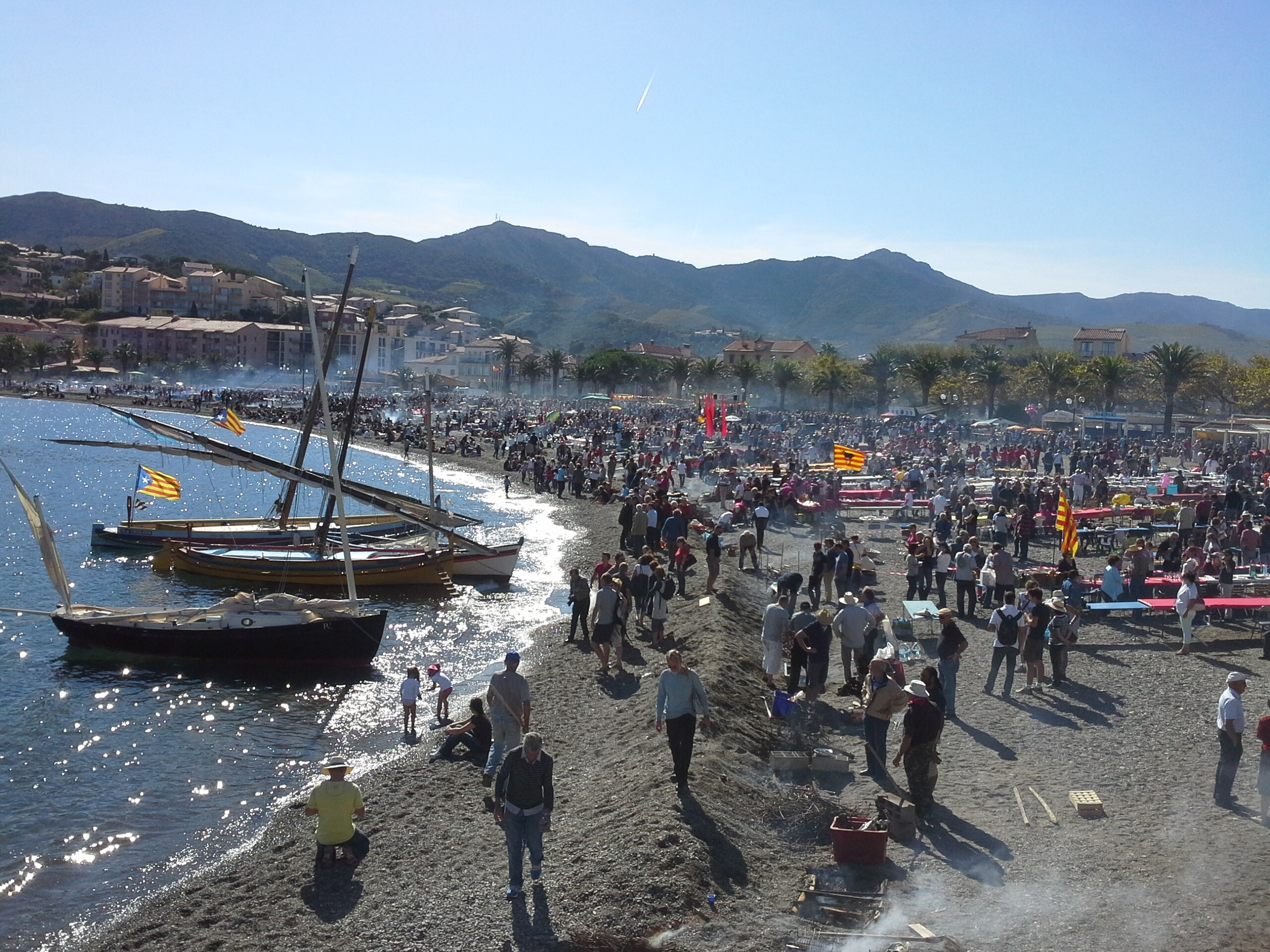
Festa de les Veremes del 2013

La principal activitat econòmica de Banyuls de la Marenda és el conreu de la vinya i la producció de vi de qualitat. La quasi totalitat de les terres de conreu són dedicades a la vinya, on es cull la varietat de raïm, bàsicament garnatxa, que dona peu a la denominació d'origen vi de Banyuls, un vi dolç d'alta qualitat. De fet, és l'únic que restà després de la unificació dels dolços rossellonesos en el vi de Ribesaltes. En el cas del de Banyuls, l'envelliment del vi es fa per maceració: quan els llevats han produït vora 5% d'alcohol, s'atura la fermentació i s'hi afegeix prop de 18% d'alcohol. S'hi afegeix generalment 110 grams de sucre natural per litre. Tot seguit, se sotmet a envelliment en bótes de roure o per exposició al sol. El vi de Banyuls arriba a entre 12 i 17 graus, segons l'envelliment del vi.
Fou a mitjan segle xix que els comerciants de Banyuls van crear la marca vi de Banyuls. Anteriorment, els vins eren coneguts com a vins de Cotlliure, a causa que el seu punt de distribució, des de l'edat mitjana, era el port de Cotlliure. En l'actualitat, però, el renom del vi de Banyuls ha fet que es produeixi a tota la Costa Vermella. A Banyuls hi ha diversos cellers: el de l'Agrupament Interprofessional del Banyuls, el del Mas Rec, molt abocat a la degustació i venda directa al turisme, dos cellers independents més existeixen a Banyuls de la Marenda: el dels Vinyaters de Banyuls i el de l'Estela; els dels Dominicans de Cotlliure, de Portvendres i de Cervera completen l'oferta per als visitants, a la comarca.
La pesca fou una activitat important al poble, però s'ha abandonat del tot durant el segle xx. En l'actualitat el port està ocupat per vaixells esportius. El turisme ha reemplaçat la pesca com a segona activitat de Banyuls. Hi ha una oferta important, amb una dotzena d'hotels i alguns càmpings, a més de moltes residències secundàries.

## Història

### Prehistòria
En el terme de Banyuls de la Marenda hi ha diversos monuments megalítics, esmentats anteriorment: Dolmen del Coll de la Farella, Dolmen del Coll de les Portes, Dolmen del Coll del Brau, el denominat Cova de l'Alarb, Dolmen de Gratallops, a més del Menhir de Perafita.

### Edat mitjana
No hi ha gaire documentació, de Banyuls de la Marenda. Es coneix que el 981 el rei Lotari II va signar un precepte en el qual concedia Banyuls i Cosprons al comte d'Empúries i Rosselló Gausfred, que conserva en mans dels comtes de Rosselló aquest senyoriu fins al 1172; en aquell any passà a mans dels comtes de Barcelona i reis d'Aragó. El 1248 Jaume I vengué el senyoriu al comte d'Empúries Ponç Hug IV, que el mantingueren com a feu seu fins i tot en el moment que el Rosselló passà al Regne de Mallorques.
En diversos llocs del terme, a més, hi ha dos conjunts de roques gravades, un a Peirafita i l'altre a uns 800 metres del primer, al Coll de la Creu, tots dos davant del mar i cadascun d'ells amb diverses roques amb dibuixos incisos, bastants dels quals representen dibuixos de naus, tots ells corresponents a l'època medieval.

### Edat Moderna
El 1659 Banyuls de la Marenda passà de la sotsvegueria de Besalú a la del Vallespir, en ser incorporat el Rosselló al regne de França. Com que era una població fronterera, a partir d'aquell moment, el contraban passà a ser la principal activitat econòmica del poble.
El 1789, arran de la Revolució Francesa, el senyoriu de Banyuls era en mans de Pedro de Alcántara i Fernández de Córdoba, duc de Medinaceli i comte d'Empúries.

### Edat Contemporània
Just a l'inici de l'Edat Contemporània, el 1793 tingué lloc el Combat del Coll de Banyuls, en el qual l'atac de les tropes del general espanyol Ricardos, en la qual van vèncer els espanyols, comandats pel suís Courten. Els banyulencs es refugiaren al Puig de la Calma, que no abandonaren fins al darrer moment, en un notable acte d'heroisme.

## Demografia

### Demografia antiga
La població està expressada en nombre de focs (f) o d'habitants (h).
| 18 f | 50 f | 65 f | 33 f | 27 f | 73 f | 45 f | 71 f | 835 h | 71 f | 172 f |

Notes:
- 1358: Població únicament per a les Abelles
- 1378: Per a la Vall de Banyuls
- 1470: Dels quals, 35 f per a Banyuls, 23 f per a la Vall de Banyuls, 2 f per a Les Abelles i 5 f per a Cosprons
- 1515: Dels quals, 29 f per a la Vall de Banyuls, 3 f per a Cosprons i 1 f per a Les Abelles
- 1553: Per a Banyuls, Cosprons i Les Abelles.

### Demografia contemporània
| Evolució de la població |      |       |       |       |       |       |       |       |
| 1793                    | 1800 | 1806  | 1821  | 1831  | 1836  | 1841  | 1846  | 1851  |
| 630                     | 755  | 1.032 | 1.497 | 1.608 | 2.022 | 2.209 | 2.467 | 2.562 |

| 1856  | 1861  | 1866  | 1872  | 1876  | 1881  | 1886  | 1891  | 1896  |
| ----- | ----- | ----- | ----- | ----- | ----- | ----- | ----- | ----- |
| 2.619 | 2.637 | 3.008 | 3.599 | 3.609 | 3.850 | 4.050 | 3.119 | 3.222 |

| 1901  | 1906  | 1911  | 1921  | 1926  | 1931  | 1936  | 1946  | 1954  |
| ----- | ----- | ----- | ----- | ----- | ----- | ----- | ----- | ----- |
| 3.111 | 3.301 | 3.216 | 3,373 | 3.476 | 3.564 | 3.655 | 3.682 | 4.020 |

| 1962  | 1968  | 1975  | 1982  | 1990  | 1999  | 2007  | 2008  | 2012  |
| ----- | ----- | ----- | ----- | ----- | ----- | ----- | ----- | ----- |
| 4.271 | 4.436 | 4.000 | 4.093 | 4.662 | 4.532 | 4.644 | 4.680 | 4.652 |

| 2013  |
| ----- |
| 4.681 |

Fonts: Ldh/EHESS/Cassini fins al 1999, després INSEE a partir deL 2004

### Evolució de la població

Població 1962-2008

### Batlles

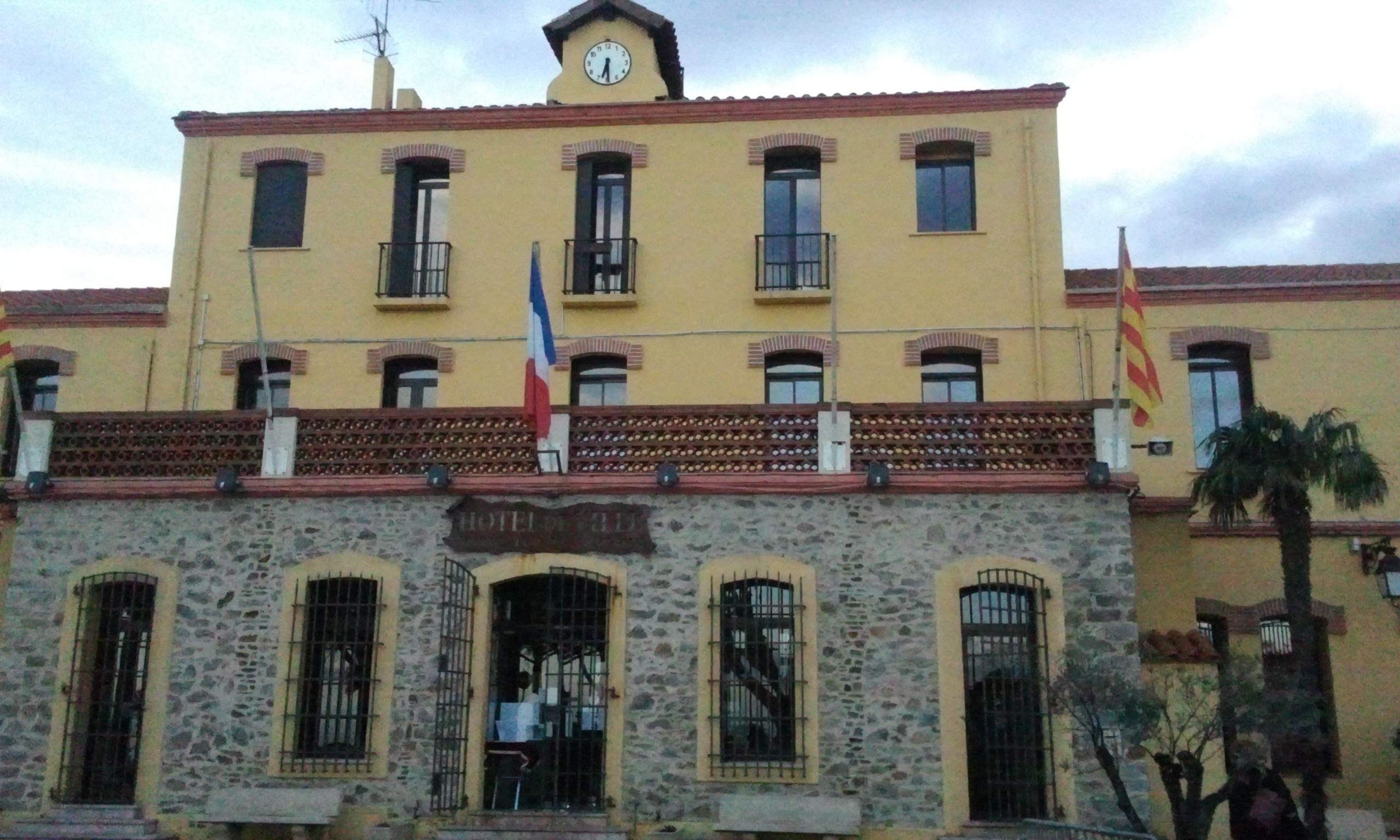
Casa del Comú de Banyuls de la Marenda.

## Administració i política

### Batlles[25]
| Període                       | Nom                     | Opció política  | Comentaris         |
| ----------------------------- | ----------------------- | --------------- | ------------------ |
| 1793 - 1794                   | André Rocarias          |                 |                    |
| 1795 - 1796                   | François Cabot          |                 |                    |
| 1796 - 1797                   | Sylvestre Douzans       |                 |                    |
| 1797 - 1798                   | Raymond Sagols          |                 |                    |
| 1798 - 1799                   | Vincent Vilarem         |                 |                    |
| 1799 - 1805                   | Sylvestre Douzans       |                 |                    |
| 1805 - 1811                   | Jean Massot             |                 |                    |
| 1811 - 1815                   | Honoré Py               |                 |                    |
| 1815 - 1818                   | Louis Lauret            |                 |                    |
| 1818 - 1821                   | Jean Douzans            |                 |                    |
| 1821 - 1830                   | Jean Massot-Sagols      |                 |                    |
| 1830 - 1830                   | Bonaventure Sagols-Reig |                 |                    |
| 1830 - 1831                   | Jean Douzans            |                 |                    |
| 1831 - 1831                   | Bonaventure Sagols-Reig |                 |                    |
| 1831 - 1837                   | Bonaventure Baille      |                 |                    |
| 1837 - 1840                   | Sébastien Py            |                 |                    |
| 1840 - 1843                   | Isidore Marc            |                 |                    |
| 1843 - 1851                   | Sylvestre Douzans       |                 |                    |
| 1851 - 1865                   | Jean Sagols-Forgas      |                 |                    |
| 1865 - 1870                   | Jacques Vizier          |                 |                    |
| 1870 - 1871                   | Pierre Douzans          |                 |                    |
| 1871 - 1871                   | Aubin Cabot             |                 |                    |
| 1871 - 1877                   | Isidore Sagols          |                 |                    |
| 1877 - 1884                   | Thomas Pascal           |                 |                    |
| 1884 - 1886                   | Fortuné Forgas          |                 |                    |
| 1886 - 1892                   | ?                       |                 |                    |
| 1892 - 1894                   | Rémy March              |                 |                    |
| 1894 - 1904                   | Casimir Sagols-Massot   |                 |                    |
| 1904 - 1906                   | Victor Baille           |                 |                    |
| 1906 - 1908                   | Jean Herre-Centène      |                 |                    |
| 1908 - 1910                   | Joseph Pagès-Barbé      |                 |                    |
| 1910 - 1910                   | Jean Py                 |                 |                    |
| 1910 - 1912                   | Adolphe d'Espie         |                 |                    |
| 1912 - 1919                   | François Sagols         |                 |                    |
| 1919 - 1929                   | Ernest Sagols           |                 |                    |
| 1929 - 1935                   | Emile Pi                |                 |                    |
| 1935 - 1941                   | Vincent Azéma           | SFIO            |                    |
| 1941 - 1942                   | Fortuné Noel Sagols     |                 |                    |
| 1942 - 1944                   | Jacques Pagès           |                 |                    |
| 1944 - 1945                   | Honoré Prats            |                 |                    |
| 1945 - 1953                   | Vincent Azéma           | SFIO            |                    |
| 1953 - 1967                   | André Parcé             |                 |                    |
| 1967 - 1972                   | Raymond Batailler       |                 |                    |
| 1972 - 1975                   | Jean Ferrer             |                 |                    |
| 1975 - 1977                   | Pierre Bruce            |                 |                    |
| 1977 - Març del 1983          | René Ribère             |                 |                    |
| Març del 1983 - Març del 1995 | Jean Réde               | RPR             |                    |
| Març del 1995 - Març del 2001 | Pierre Becque           | UDF             | Conseller Regional |
| Març del 2001 - Març del 2008 | Roger Rulls             | DVG             |                    |
| Març del 2008 - Març del 2014 | Jean Réde               | UMP             |                    |
| Març del 2014 - Moment actual | Jean-Michel Solé        | UMP, després LR |                    |

### Legislatura 2014 - 2020

#### Batlle
- Jean-Michel Solé.

#### Adjunts al batlle:[27]
- 1r: Céline Pastor, delegada d'economia i comunicació
- 2n: Guy Vinot, delegat d'urbanisme, obres i port
- 3r: Clémentine Herre, delegada de turisme i festes
- 4t: Jean-Michel Gascou, delegat de salut, vellesa i seguretat
- 5è: Anne-Claire Pech, delegada de família, afers socials i escolars
- 6è: Olivier Capell, delegat de cultura i associacions
- 7è: Nicole Clara, delegat de personal municipal
- 8è: Olivier Lacaze, delegat d'agricultura i entorn.

#### Consellers municipals
- Guillaume Blavette, Conseller municipal delegat de marginació, joventut i esports
- Sandrine Coussanes, Consellera municipal
- Josette Monté, Consellera municipal
- Gérard Petyt, Conseller municipal
- Isabelle Sola, Consellera municipal
- Eddy Vergel, Conseller municipal
- Louise Serrallongue, Conseillera municipal
- Denis Py, Conseller municipal
- Marie-Josée Graza, Consellera municipal
- Jean-Louis Fleurisson, Conseller Municipal
- Evelyne Canovas, Conseller municipal
- Cédric Castellar, Conseller municipal
- Roger Rulls, Conseller Municipal
- Emmanuelle Fradet, Consellera municipal
- Myriam Manzanas-Nogues, Consellera municipal
- Jean-Charles Colomines, Conseller municipal
- Elisabeth Lezat, Consellera municipal
- Marc Marti, Conseller municipal.

### Adscripció cantonal

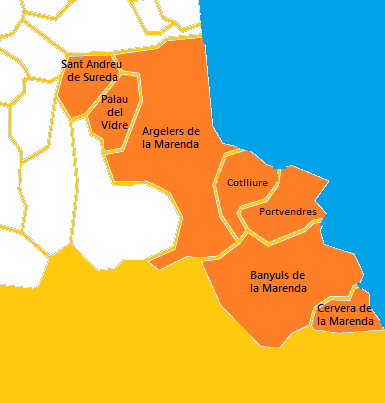
Mapa del Cantó de la Costa Vermella

A les eleccions cantonals del 2015 Palau del Vidre ha estat inclòs en el cantó denominat La Costa Vermella, amb capitalitat a la vila d'Argelers de la Marenda, amb les viles de Cotlliure i Portvendres i els pobles de Banyuls de la Marenda, Cervera de la Marenda, Palau del Vidre, Sant Andreu de Sureda. Hi han estat escollits com a consellers departamentals Marina Parra-Joly, del Partit Socialista, primera adjunt al batlle d'Argelers de la Marenda, i Michel Moly, del Partit Socialista, Primer vicepresident del Consell departamental.

### Serveis comunals mancomunats
Banyuls de la Marenda forma part de la Comunitat de comunes de les Alberes, Costa Vermella i d'Illiberis, amb capitalitat a Argelers, juntament amb Argelers, Bages de Rosselló, Banyuls de la Marenda, Cervera de la Marenda, Cotlliure, Elna, Montesquiu d'Albera, Ortafà, Palau del Vidre, Portvendres, la Roca d'Albera, Sant Andreu de Sureda, Sant Genís de Fontanes, Sureda i Vilallonga dels Monts.

## Ensenyament i Cultura

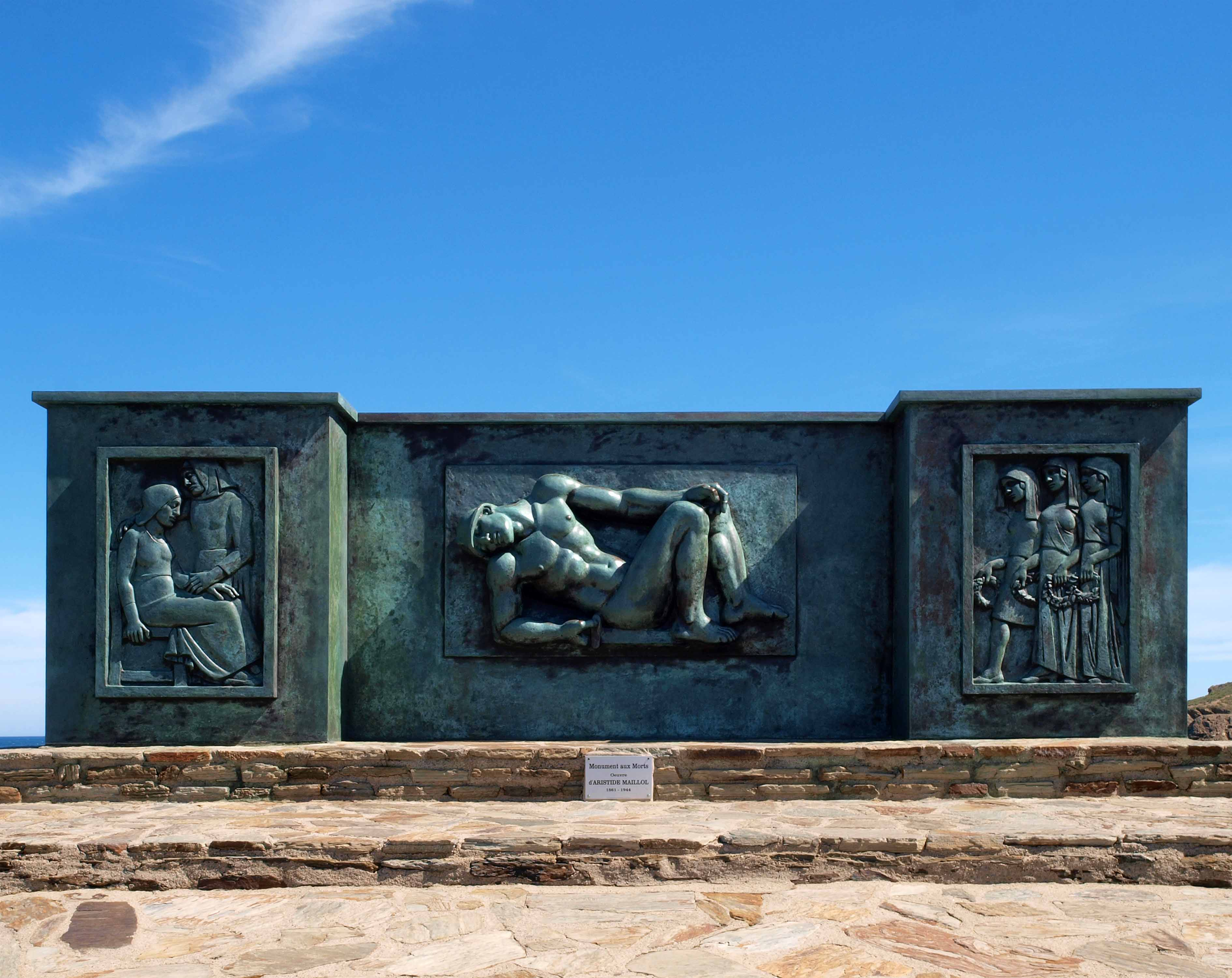
Monument als morts de les guerres, d'Arístides Maillol

Banyuls de la Marenda té en l'actualitat dos establiments escolars, un de maternal (Jules Ferry) i un de primari (Aristide Maillol), integrats en el mateix complex escolar. Per tal de continuar els seus estudis, els i les adolescents banyulencs poden triar entre els col·legis d'Argelers de la Marenda, Elna, Portvendres, Sant Andreu de Sureda o Sant Cebrià de Rosselló, i els liceus professionals de Tesà o Vilallonga dels Monts.
Fins a quatre sales municipals estan disponibles, de lloguer, per a les activitats culturals i esportives de la comuna: la Sala Novelty, a la Plaça del Mercat, amb cuina freda per a actes amb còctel o àpats freds, la Sala Bartissol, a l'aparcament de l'estació de ferrocarril, amb escenari, llotges i també preparada per a àpats freds, el Club del personal municipal, per a actes de petit format, davant de la caserna de bombers, i la Sala CCAS, al Tennis del Mas Reig, també de molt petit format.
Un dels monuments destacats de Banyuls de la Marenda és el Monument als morts de les guerres, fet pel gran escultor banyulenc Arístides Maillol.

## Banyulencs il·lustres
Categoria principal: banyulencs
- Bernat de Pau (1394-1457), bisbe de Girona entre 1436 i 1457.
- Aristides Maillol (1861-1944), considerat un dels més grans escultors del segle xx. Un museu li ret homenatge a la casa de Banyuls on va viure a partir de 1910.
- François Bassères (1863-1949), metge militar i amic d'Aristides Maillol.
- Lleó Conill (1872-1944): botànic i mestre.
- Lucien Barris (1921-2005), jugador de rugbi a 15 i rugbi a 13.
- Raymond Centène (1958) bisbe de Vannes des de 2005.
- Nadine Cosentino (1947-2020), pintora.
- Gilles Lopez (1965) jugador de rugbi.
- Adolphe d'Espie (1878-1956) escriptor en francès.
- Paul Pugnaud (1912-1995) escriptor en francès
- Albert Riéra (1895-1968) pintor i cineasta
- Manolo Valiente (1908-1991) pintor i poeta
- Nils Seethaler (*1981) antropòleg cultural